# Rubén Marchán
Rubén Marchán Criado, más conocido como Rubén Marchán, (Manzanares, 20 de septiembre de 1994) es un jugador de balonmano español que juega de pívot en el Paris Saint-Germain de la LNH. Es internacional con la selección de balonmano de España, con la que debutó el 4 de noviembre de 2020, en un partido de la EHF Cup frente a la selección de balonmano de Hungría.

## Clubes
| Club                | País    | Año         |
| ------------------- | ------- | ----------- |
| CDB Manzanares      | España  | 2010 - 2012 |
| BM Ciudad Encantada | España  | 2012 - 2015 |
| BM Benidorm         | España  | 2015 - 2019 |
| Ademar León         | España  | 2019 - 2021 |
| HBC Nantes          | Francia | 2021 - 2023 |
| Paris Saint-Germain | Francia | 2023 - Act. |

## Palmarés

### Nantes
- Copa de la Liga de balonmano (1): 2022
- Trofeo de Campeones (1): 2022
- Copa de Francia de balonmano (1): 2023

### Paris Saint-Germain
- Supercopa de Francia (1): 2023
- Liga de Francia de balonmano (1): 2024

### Selección nacional

#### Campeonato Mundial
- Medalla de bronce en el Campeonato Mundial de Balonmano Masculino de 2021